# Corophiidira

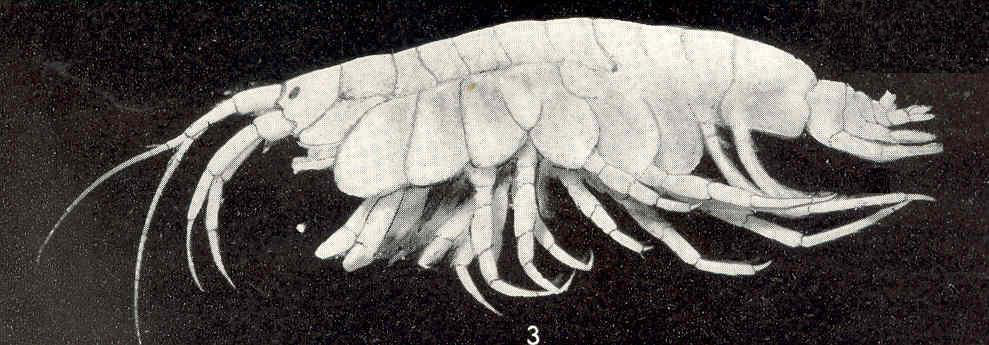
Leptocheirus pinguis (Corophiidae)

Corophiidira (лат.) — парвотряд ракообразных инфраотряда Corophiida из отряда бокоплавов (Senticaudata, Amphipoda). Включает 4 надсемейства.

## Описание
Боковая цефалическая доля головы слабо расширена, глаз, если имеется, расположен проксимальнее доли, передневентральный край слабо углублён, редко не углублён, и умеренно выемчатый, или сильно выемчатый для приёма увеличенной антенны 2. Стебельчатый 3-й членик антенны 1 почти всегда короткий, в половину или меньше длины 2-го членика. Кокса первого гнатопода увеличена у обоих полов, обычно крупнее коксы 2. Уропод 3 со смесью крепких и тонких волосков или с 1—2 изогнутыми, крупными апикальными волосками. Тельсон с крючками или зубцами или без них.

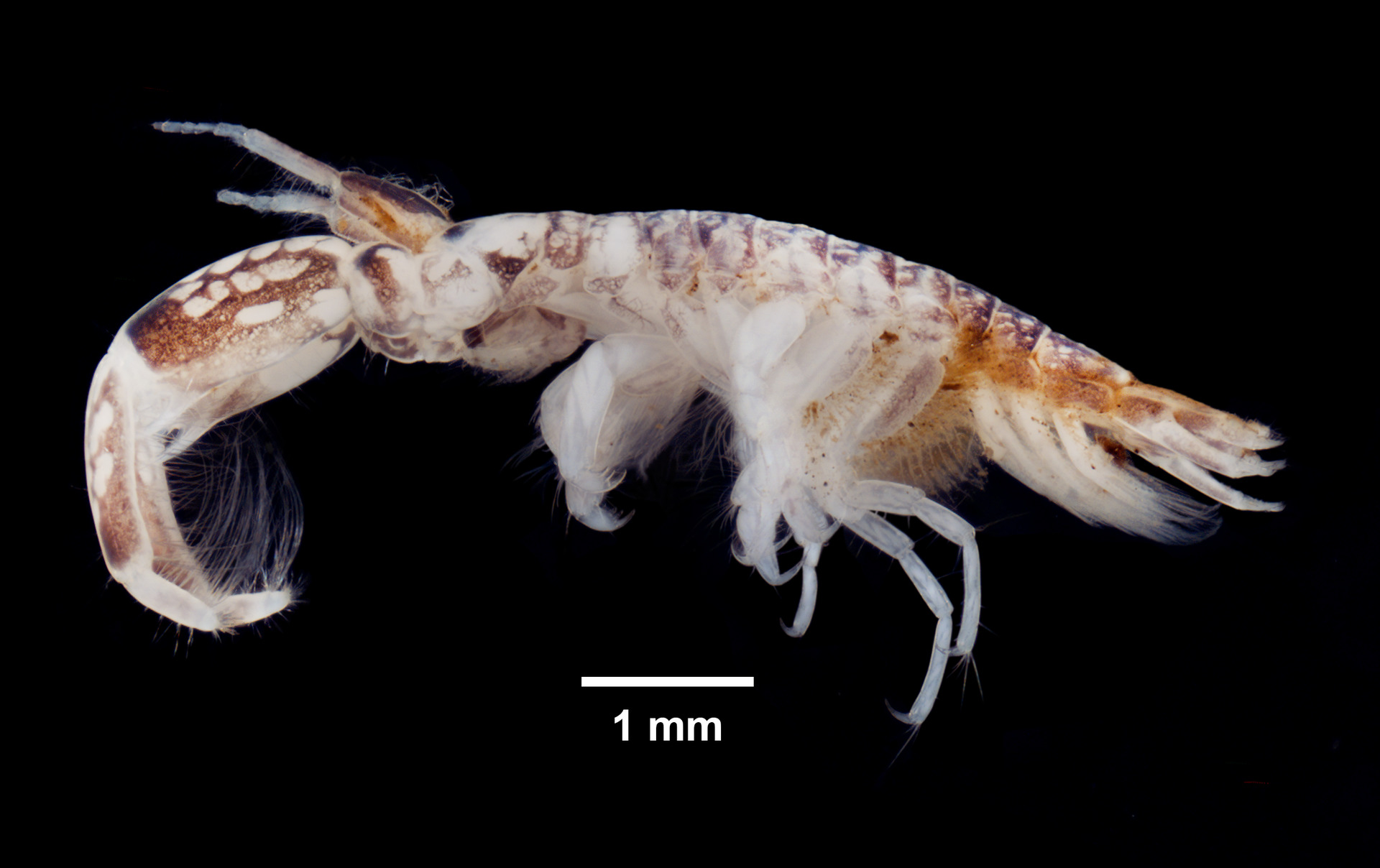
Apocorophium simile
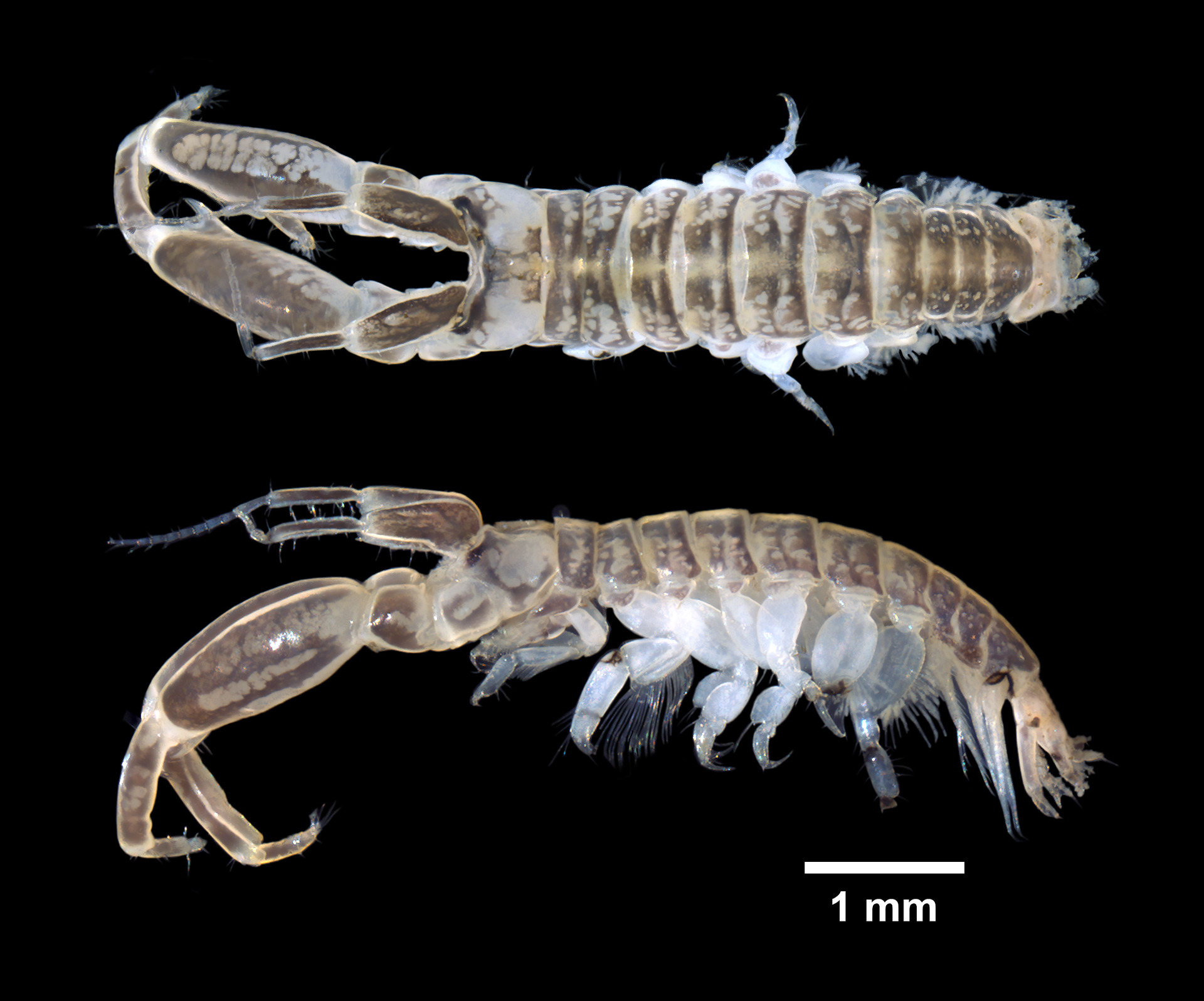
Monocorophium acherusicum

## Классификация
Включает 6 семейств, разделённых на 4 надсемейства. В 2003—2013 годах эта группа рассматривалась как инфраотряд Corophiida, который относили к подотряду Corophiidea, ныне имеющему ранг инфраотряда Corophiida.
Затем эта группа была включена в новый подотряд Senticaudata.
- надсемейство Aoroidea Stebbing, 1899
  - семейство Aoridae Stebbing, 1899
  - семейство Unciolidae Myers & Lowry, 2003
- надсемейство Cheluroidea Allman, 1847
  - семейство Cheluridae Allman, 1847
- надсемейство Chevalioidea Myers & Lowry, 2003
  - семейство Chevaliidae Myers & Lowry, 2003
- надсемейство Corophioidea Leach, 1814
  - семейство Ampithoidae Boeck, 1871
  - семейство Corophiidae Leach, 1814